# René Geelhoed
René Sebastiaan Geelhoed (Zonnemaire, 7 juni 1990) is een Nederlandse componist, zanger, multi-instrumentalist en producer.

## Levensloop
René Geelhoed studeerde van 2011 tot 2016 aan het Utrechts Conservatorium. In 2015 componeerde hij muziek voor het eerste seizoen van De Eretribune, een programma van Fox Sports. Geelhoed was ook in de uitzendingen te zien als bandleider.
In 2017 speelde Geelhoed op het Sundance Film Festival in Park City (Utah) in de Verenigde Staten met de band The Royal Engineers.

## Composities voor muziektheater
Vanaf 2021 componeert en speelt Geelhoed muziek voor de doorlopende theatervoorstelling De Grote Puntje Puntje Show. In 2022 speelde en componeerde hij voor muziektheatervoorstelling Sympathy for the Devil van Zwolse Theaters over het roemruchte leven van Anita Pallenberg en Marianne Faithfull en hun band met The Rolling Stones.
In 2023 componeerde hij de muziek voor de theatervoorstelling The Making Of Soros The Musical van producent Mugmetdegoudentand en auteur en actrice Lineke Rijxman.

## Achtergrond
Geelhoed groeide op in het Zeeuwse dorp Zonnemaire. Zijn muzikale oorsprong ligt in de plaatselijke muziekvereniging Nut & Uitspanning waar zijn voorouders generaties lang dirigeerden en musiceerden. Het dorp kreeg in 2022 een standbeeld van dirigent Kees Everwijn, de overgrootvader van Geelhoed.